# ميس أبيض شاحب
ميس أبيض شاحب (الاسم العلمي:Celtis hypoleuca) هو نوع من النباتات يتبع جنس الميس من الفصيلة القنبية.